# 棺材板

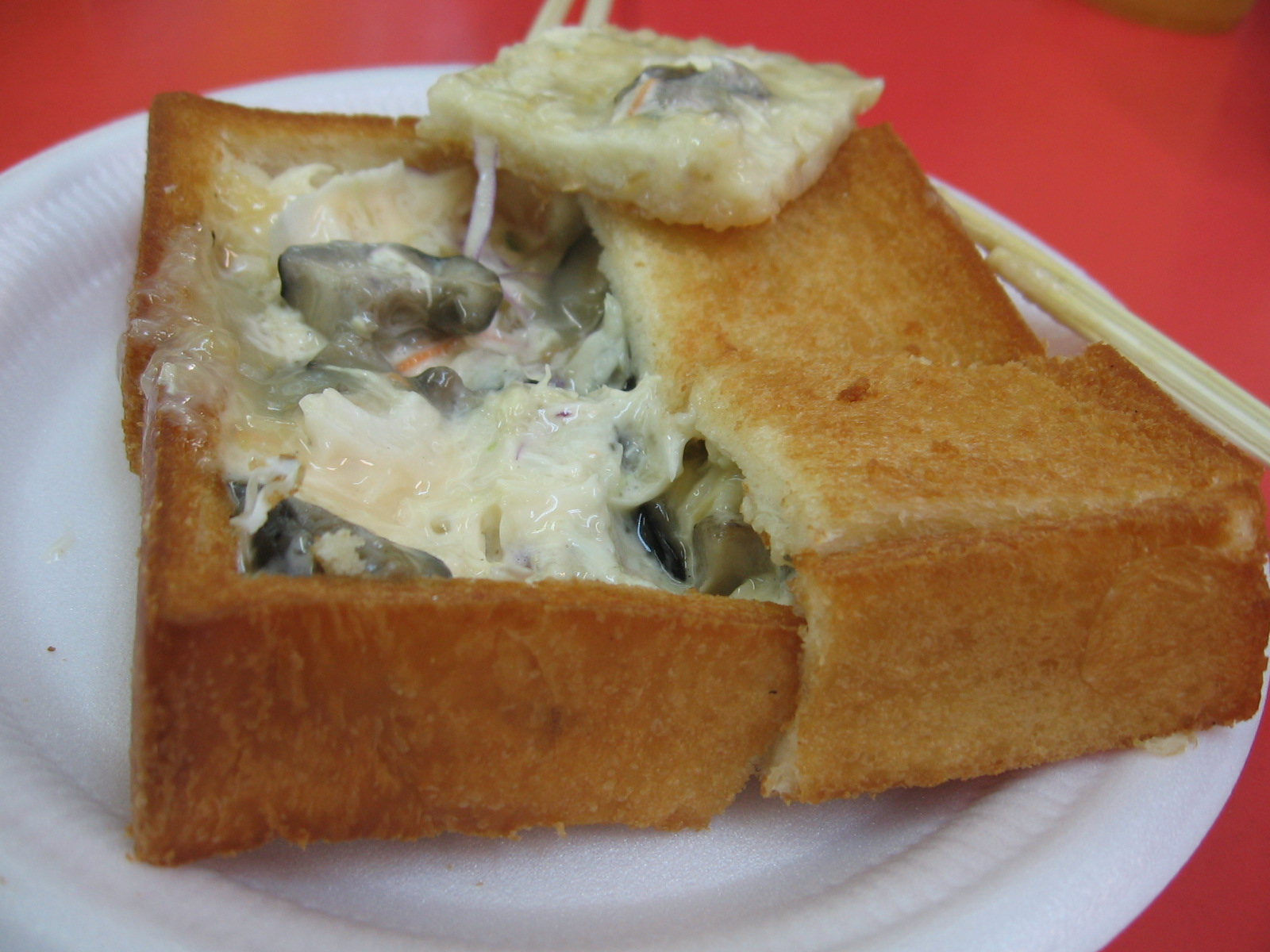
棺材板の例

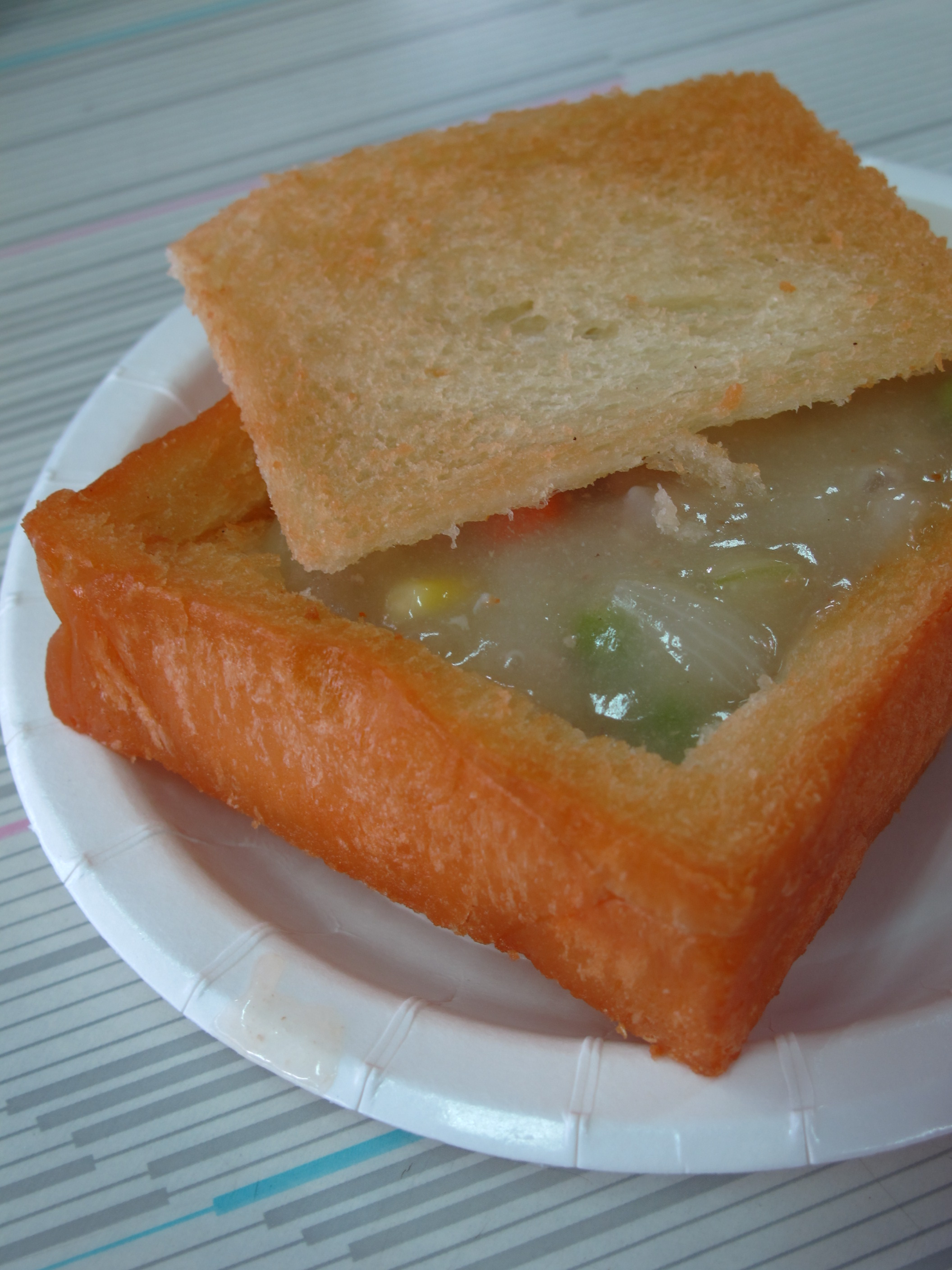
棺材板の例

棺材板（グァンツァイバン、英語: Coffin bread）は、台湾料理の1つ。揚げた食パンをくり抜いて、中にシチューやリゾットを入れたサンドイッチであり、ブレッドボウルの一種である。台湾小吃として人気が高い。
当初は鶏レバーを使用していたことから「鶏肝板」と呼んでいたが、見た目が棺桶に似ていることから棺材板と呼ばれるようになった。台南市の店「赤嵌棺材板」が発祥とされる。
日本で2014年に開催された第3回「ご当地!絶品うまいもん甲子園」では、国立旗山高級農工職業学校（台湾高雄市旗山区）の学生チームが棺材板の具材を豚肉やブロッコリーを炒めて照り焼きにしたものにアレンジした「百箱棺桶焼」を紹介し、「ワールドうまいもん賞」を獲得した。